# Anne Warner (natation)
Pour les articles homonymes, voir Warner et Anne Warner.
Anne Warner est une nageuse américaine née le 6 janvier 1945 à San Mateo.

## Biographie
Anne Warner dispute les Jeux panaméricains de 1959 à l'âge de 14 ans, remportant la médaille d'or en 200 mètres brasse. Elle est diplômée de science politique à l'université Stanford. Elle participe aux Jeux olympiques d'été de 1960 à Rome ; elle dispute les séries du relais 4x100 mètres quatre nages (la finale sera remportée par les Américaines, mais elle ne fait pas partie du quatuor finaliste) et termine sixième de la finale du 200 mètres brasse.
Elle est l'une des cofondatrices de la première ligue de basket-ball des États-Unis, l'American Basketball League.